# Kouibly
Kouibly är en underprefektur i Elfenbenskusten. Den ligger i departementet med samma namn, i den västra delen av landet, 220 km väster om huvudstaden Yamoussoukro.